# Guatteria peruviana
Guatteria peruviana este o specie de plante angiosperme din genul Guatteria, familia Annonaceae, descrisă de Robert Elias Fries. Conform Catalogue of Life specia Guatteria peruviana nu are subspecii cunoscute.